# Ulrich Lüke
Ulrich Lüke (* 9. September 1951 in Münster, Westfalen) ist deutscher Theologe und Biologe, Priester und Seelsorger. Er war von 2001 bis 2017 Professor für Systematische Theologie an der RWTH Aachen. In seinen Forschungsarbeiten setzt er sich insbesondere mit dem Verhältnis von Naturwissenschaft und Glaube auseinander.

## Leben
Ulrich Lüke studierte Philosophie, Theologie und Biologie in Münster und Regensburg, bevor er am Pfingstsonntag, dem 25. Mai 1980, zum Priester geweiht wurde. Von 1980 bis 1992 arbeitete er als Studienrat und Oberstudienrat am Gymnasium Petrinum Recklinghausen und lehrte dort die Fächer Biologie und Religion. Im Jahr 1990 promovierte er bei Johann Baptist Metz. Zwischen 1992 und 1998 arbeitete er als Seelsorger in der Pfarrgemeinde Greven-Gimbte im Münsterland. Er habilitierte sich 1996 und wurde Privatdozent an der Westfälischen Wilhelms-Universität in Münster.
Von 1998 bis 1999 war Lüke Professor für Philosophie und Fundamentaltheologie an der Katholischen Fachhochschule Freiburg. Danach wurde er Professor für Philosophiegeschichte und Theologische Propädeutik an der Theologischen Fakultät in Paderborn, bevor er 2001 als Professor für Systematische Theologie und Direktor des Instituts für Katholische Theologie an die RWTH Aachen berufen wurde.
Seit seiner Emeritierung 2017 ist Lüke Krankenhausseelsorger am St.-Franziskus-Hospital Münster.

## Werk
Lükes interdisziplinäre Forschung streift in der Biologie Themen der Evolutionsbiologie und Hominisation, während er in der Theologie Bereiche der Fachdisziplinen Anthropologie, Fundamentaltheologie, Moraltheologie, Erkenntnistheorie, Soteriologie, Liturgie und der Schöpfungstheologie berührt.

Zu den neuen Erkenntnissen der Hirnforschung in Bezug auf einen Gottesglauben sagte Lüke: 

„Experimente der Hirnforschung auf der Suche nach Gott sind ungefähr so sinnvoll wie das Zerlegen eines Fernsehgerätes auf der Suche nach Ulrich Wickert.“

## Veröffentlichungen
- Das Säugetier von Gottes Gnaden. Evolution – Bewusstsein – Freiheit. Freiburg (Verlag Herder) 2007. ISBN 978-3-451-28859-3
- Evolutionäre Erkenntnistheorie und Theologie. Eine kritische Auseinandersetzung aus fundamentaltheologischer Perspektive. Stuttgart (Wissenschaftliche Verlagsgesellschaft) 1990. ISBN 978-3-8047-1073-3
- Kultusministerium des Landes NRW (Hrsg.): Die Frage nach der menschlichen Identität (unter interdisziplinärem Aspekt betrachtet) (=Schriftenreihe Lehrerfortbildung in NRW. Gymnasiale Oberstufe. Bd. 3.1 – Bd. 3.6), Düsseldorf 1991.
- Erregung öffentlichen Umdenkens. Anstößige Gedanken im Kirchenjahr (1). Regensburg (Verlag Friedrich Pustet) 1993. ISBN 978-3-7917-1357-1
- Nachdenkliche Ruhestörung. Anstößige Gedanken im Kirchenjahr (2). Regensburg (Verlag Friedrich Pustet) 1995. ISBN 978-3-7917-1452-3
- „Als Anfang schuf Gott ...“ Bio-Theologie. Zeit – Evolution – Hominisation. Paderborn (Verlag Ferdinand Schöningh) 1997, 2. korrigierte Auflage 2001. ISBN 978-3-506-75260-4
- Fahrlässige Tröstung? Anstößige Gedanken im Kirchenjahr (3), Leipzig (benno-Verlag) 1998. ISBN 978-3-7462-1263-0
- Gesellschaft mit beschränkter Hoffnung? Anstößige Gedanken im Kirchenjahr (4), Leipzig (benno-Verlag) 1999. ISBN 978-3-7462-1327-9
- Mit anderen Worten. Anstößige Gedanken im Kirchenjahr (5), Paderborn (Bonifatius-Verlag) 2002. ISBN 978-3-89710-210-1
- Mensch – Natur – Gott. Biologische Beiträge und theologische Erträge, Münster (Lit-Verlag) 2002. ISBN 978-3-8258-6006-6
- als Hrsg.: Darwin und Gott. Das Verhältnis von Evolution und Religion, Darmstadt (Wiss. Buchgesellschaft) 2004. ISBN 978-3-534-17535-2
- Für- und Wi(e)der-Worte. Anstößige Gedanken im Kirchenjahr (6), Paderborn (Bonifatius-Verlag) 2005. ISBN 978-3-89710-314-6
- Kursbuch Kirchenjahr. Leben im Rhythmus des Glaubens, Münster (Aschendorff-Verlag) 2006. ISBN 978-3-402-00411-1
- Das Säugetier von Gottes Gnaden. Evolution – Bewusstsein – Freiheit, Freiburg/ Basel/ Wien (Herder-Verlag) 3. völlig überarbeitete und aktualisierte Auflage 2016. ISBN 978-3-451-28859-3
- als Hrsg.: Der Mensch – nichts als Natur? Interdisziplinäre Annäherungen, Darmstadt (Wiss. Buchgesellschaft) 2007. ISBN 978-3-534-20053-5
- als Hrsg.: Wie objektiv ist WissenschaftDarmstadt (WBG) 2017. ISBN 978-3-534-74322-3
- Das Glaubensbekenntnis vor den Anfragen der Gegenwart. Freiburg (Herder Verlag) 2019. ISBN 978-3-451-37798-3
- In Gottes Hand – Glaube in Krankheit und Leid – Erfahrungen eines Krankenhauspfarrers (Herder Verlag), 27. Januar 2025, ISBN 978-3-451-39621-2